# 845
845 је била проста година.

## Догађаји
- 28. или 29. март — Опсада Париза: Викинзи под вођством нордијског поглавара Рагнара Лодброка долазе до реке Сене, са флотом од 120 дракара (5.000 људи). Пролазе кроз град Руан и пљачкају га. Краљ Карло Ћелави окупља војску и шаље је да заштити Париз, престоницу Западно-франачког краљевства. Рагнар разбија непријатељске снаге и обеси 111 њихових затвореника у част Одина. Карло — да би их спречио да опљачкају његово краљевство — плаћа велики данак од 7.000 ливри сребра или злата, у замену за њихов одлазак. Викинзи такође пљачкају градове Хамбург и Мелен.

- Византијско-арапски рат: Размена заробљеника између Византијског царства и Абасидског калифата, на реци Ламос у Киликији (данашња Турска). Размене су трајале 10 дана, а Византинци су повратили 4.600 заробљеника.
- 22. новембар – Битка код Балона: Франачке снаге (3.000 људи) предвођене Карлом Ћелавим поражене су од Номиноа, грофа од Вана, близу Редона, Ил и Вилен. Након битке, Бретања постаје „краљевство“ унутар Франачког царства.
- Викиншке снаге уништавају Хамбург.
- Велики антибудистички прогон: Цар Ву Зонг почиње прогон будиста, хришћана и других страних религија у Кини. Уништено је више од 4.600 манастира, 40.000 храмова и бројна светишта. Више од 260.000 будистичких монаха и монахиња приморано је да се врати световном животу.
- 6. март – 42 заробљена византијска званичника из Аморијума погубљена су у Самари, тадашњој престоници Абасидског калифата, након више неуспелих покушаја да их преобрате у ислам.
- Јован Скот Еријугена, ирски теолог, путује у Француску и преузима Палатинску академију у Паризу, на позив Карла Ћелавог.

## Смрти
- Википедија:Непознат датум — Свети Теофилакт - хришћански светитељ и епископ никомидијски.
- Википедија:Непознат датум — Преподобни Иларион Нови - хришћански светитељ.